# یک روز خوب (مجموعه تلویزیونی)
یک روز خوب (کره‌ای: 어느 멋진 날) یک مجموعه تلویزیونی کره جنوبی سال ۲۰۰۶ با بازی گونگ یو، سونگ یو ری، نام گونگ مین و لی یون هی است. این مجموعه بر پایه مانگای Flower of Eden از یوکی سوئتسوگو است. یک روز خوب از ۳۱ مه تا ۲۰ ژوئیه ۲۰۰۶، روزهای چهارشنبه و پنجشنبه ساعت ۲۱:۵۵ (کی‌اس‌تی) از ام‌بی‌سی برای ۱۶ قسمت پخش شد.

## بازیگران

### اصلی
- گونگ یو در نقش سو گون
- سونگ یو ری در نقش سو ها نول / پارک هه وون
  - سو جی هی در نقش جوانی ها نول
- نام گونگ مین در نقش کانگ دونگ ها
- لی یون هی در نقش گو هیو جو